# فريدريك مور (سياسي)
فريدريك مور (بالإنجليزية: Frederick Robert Moor)‏ هو سياسي جنوب أفريقي، ولد في 12 مايو 1853، وتوفي في 18 مارس 1927.